# Pellonulini
Die Pellonulini sind eine Tribus der Heringe (Clupeidae), die in west- und zentralafrikanischen Süßgewässern vorkommt. Die am weitesten östlich vorkommenden Vertreter der Gruppe leben im Tanganjikasee.

## Merkmale
Pellonulini-Arten sind relativ kleine Heringe. Einige Arten können bis zu 20 cm lang werden, die Durchschnittslänge liegt aber bei 5 bis 10 cm. Einige zwergwüchsige Arten erreichen lediglich Körperlängen von 1,8 bis 2 cm. Die meisten Arten sind beschuppt. Das Maul ist endständig, bei einigen Gattungen steht der Unterkiefer vor. Die Zähne sind in der Regel klein und konisch. Die Rückenflosse steht über der Körpermitte, die Afterflosse ist kurz und befindet sich immer hinter dem letzten Rückenflossenstrahl.
Das diagnostische Merkmal der Dorosomatinae, die sich nicht überlappenden Kiemenrechen, zeigen die Pellonulini nicht. Entweder haben sie das Merkmal sekundär wieder verloren oder es entwickelte sich erst bei den anderen zu den Dorosomatinae gehörenden Arten als die Trennung zwischen den Pellonulini und den übrigen Gattungen der Dorosomatinae schon stattgefunden hat.
Verschiedenen westafrikanische Arten (z. B. Sierrathrissa leonensis) weisen verschiedene Stadien der Reduktion von Beschuppung, Branchiostegalstrahlen, der zweiten, hinten liegenden Supramaxillare (Oberkieferknochen) und der Größe auf.
- Flossenformel: Dorsale 12–18, Anale 16–27, Ventrale (6)–7.
- Branchiostegalstrahlen: (2–4) o. 6–7.

## Lebensweise
Pellonulini-Arten leben meist in Süßgewässern, einige auch im Brackwasser oder im Salzwasser von Buchten und Lagunen.

## Gattungen und Arten
- Congothrissa
  - Congothrissa gossei Poll, 1964
- Laeviscutella
  - Laeviscutella dekimpei Poll, Whitehead & Hopson, 1965
- Gattung Limnothrissa
  - Tanganjikasee-Sardine (Limnothrissa miodon) Boulenger, 1906
- Gattung Microthrissa
  - Microthrissa congica Regan, 1917
  - Microthrissa minuta Poll, 1974
  - Microthrissa moeruensis Poll, 1948
  - Microthrissa royauxi Boulenger, 1902
  - Microthrissa whiteheadi Gourène & Teugels, 1988
- Nannothrissa
  - Nannothrissa parva Regan, 1917
  - Nannothrissa stewarti Poll & Roberts, 1976
- Gattung Odaxothrissa
  - Odaxothrissa ansorgii Boulenger, 1910
  - Odaxothrissa losera Boulenger, 1899
  - Odaxothrissa mento Regan, 1917
  - Odaxothrissa vittata Regan, 1917
- Gattung Pellonula
  - Pellonula leonensis Boulenger, 1916
  - Pellonula vorax Günther, 1868
- Gattung Potamothrissa
  - Potamothrissa acutirostris Boulenger, 1899
  - Potamothrissa obtusirostris Boulenger, 1909
  - Potamothrissa whiteheadi Poll, 1974
- Gattung Sierrathrissa
  - Sierrathrissa leonensis Thys van den Audenaerde, 1969
- Gattung Stolothrissa
  - Stolothrissa tanganicae Regan, 1917
- Thrattidion
  - Thrattidion noctivagus Roberts, 1972

## Nutzung
Die beiden im Tanganjikasee vorkommenden Arten Limnothrissa miodon und Stolothrissa tanganicae sind dort von großer fischereiwirtschaftlicher Bedeutung.